# Богала (родовище графіту)
Богала — родовище графіту на Шрі-Ланці.

## Характеристика
Приурочене до хайлендської серії архейських ґнейсів і кристалічних сланців. Поклади графіту представлені жилами і лінзами, іноді гніздами серед графітизованих ґнейсів. Переважають жили потужністю 0,6-1 м, довжиною до декількох десятків метрів. Вміст графіту в рудах коливається від 40-60 до 85-90 %. У вигляді домішок в жилах зустрічається молочно-білий кварц, а також кальцит, пірит, рідше халькопірит. Запаси графіту 52 тис. т.

## Технологія розробки
Родовище розробляється шахтами.